# Videm
Videm è un comune di 5 603 abitanti della Slovenia nord-orientale.

## Località
Il comune di Videm è diviso in 31 insediamenti (naselja):
| - Barislovci - Belavšek - Berinjak - Dolena - Dravci - Dravinjski Vrh - Gradišče - Jurovci - Lancova vas - Lancova vas pri Ptuju - Ljubstava - Majski Vrh - Mala Varnica - Pobrežje - Popovci - Repišče | - Sela - Skorišnjak - Soviče - Spodnji Leskovec - Strmec pri Leskovcu - Šturmovci - Trdobojci - Trnovec - Tržec - Vareja - Velika Varnica - Veliki Okič - Videm pri Ptuju - Zgornja Pristava - Zgornji Leskovec |